# Караманли
Караманли (на гръцки: Τερψιθέα, Терпситеа, до 1927 година Καραμανλή, Караманли) е село в Република Гърция, разположено на територията на дем Бук (Паранести), област Източна Македония и Тракия.

## География
Селото е разположено на 320 m надморска височина източно от Драма, между планините Ярум Кая (Врахос) и Урвил (Леканис).

## История
В края на XIX век Караманли е турско село в Драмска кааза на Османската империя. След Междусъюзническата война попада в Гърция.
В 1923 година по силата на Лозанския договор населението на Караманли е изселено в Турция, а в селото са настанени гръцки бежанци. През 1927 година името на селото е сменено на Терпситеа. Към 1928 година селото е изцяло бежанско с 44 семейства и общо 154 души.
От 60-те години започва миграция към големите градове.
Населението произвежда тютюн, жито и други земеделски продукти, като се занимава и със скотовъдство.
| Година    | 1913 | 1920 | 1928 | 1940 | 1951 | 1961 | 1971 | 1981 | 1991 | 2001 | 2011 | 2021 |
| --------- | ---- | ---- | ---- | ---- | ---- | ---- | ---- | ---- | ---- | ---- | ---- | ---- |
| Население | 231  | 168  | 154  | 253  | 217  | 135  | 68   | 41   | 83   | 67   | 23   | 17   |